# Pida maculosa
Pida maculosa är en fjärilsart som beskrevs av Matsumura 1911. Pida maculosa ingår i släktet Pida och familjen tofsspinnare. Inga underarter finns listade i Catalogue of Life.